# Dubois (Wyoming)
Dubois ist eine Stadt in Fremont County im US-Bundesstaat Wyoming. Das U.S. Census Bureau hat bei der Volkszählung 2020 eine Einwohnerzahl von 911 ermittelt.

## Geographie
Dubois liegt 2117 m über dem Meeresspiegel und wird vom Wind River durchflossen. Die Gesamtfläche der Stadt beträgt 6,8 km².

## Geschichte
Dubois ist nach dem Politiker Fred Dubois benannt, einem Senator aus Idaho. Ursprünglich trug die Stadt aufgrund ihrer trockenen und warmen Winde den Namen Never Sweat.
Die Gegend um Dubois wurde anfangs von Sheepeater besiedelt, die auf ihren jährlichen Wanderungen von den Great Plains bis zum Gebirge des Yellowstone River zogen und dabei auch durch das Wind-River-Gebiet kamen. Im Tal des Wind River, das Dubois umgibt, finden sich zahlreiche archäologische Spuren dieser Leute, die vor ihrer Umsiedlung ins Reservat dort viele hundert Jahre lang gelebt haben.
Zu den heute bekannten Überresten zählen mitunter prähistorische Petroglyphen, Tierfallen, Hunting Blinds und Tipi-Steinkreise.
Von 1742 bis 1743 bereisten Francois und Louis Verendrye als erste Europäer das Gebiet. Anfang des neunzehnten Jahrhunderts wurde das Winder-River-Tal regelmäßig von Mitgliedern der Astor Expedition und anderen Felljägern durchstreift. Jim Bridger besuchte die Gegend auf dem Weg nach Yellowstone und passierte dabei insbesondere den nahegelegenen Union Pass und Union Peak. In den späten 1870er trafen die ersten Siedlerpioniere ein.
1890 besaß Butch Cassidy, dem zu Ehren eine Statue im Zentrum der Stadt errichtet wurde, außerhalb von Dubois eine Ranch. 1914 kamen für die Wyoming Tie and Timber Company skandinavische Holzfäller nach Dubois, was zur Errichtung eines Hotels, einer Bar und eines Warenhauses führte. John Roberts, ein episkopaler Missionar, gründete 1910 die Kirche St. Thomas. Mit der Ramshorn Ranch und dem Camp Yellowstone errichtete Charles Moore westlich von Dubois 1907 die ersten seiner vielen Touristenranches in der Gegend.

## Sehenswürdigkeiten
- National Bighorn Sheep Interpretive Center
- Dubois Museum

## Verkehr
Die Stadt Dubois betreibt den Dubois Municipal Airport, der etwa 5,5 km nordwestlich des Stadtzentrums liegt.